# Paradrina pallida
Paradrina pallida là một loài bướm đêm trong họ Noctuidae.